# Animal de estimação

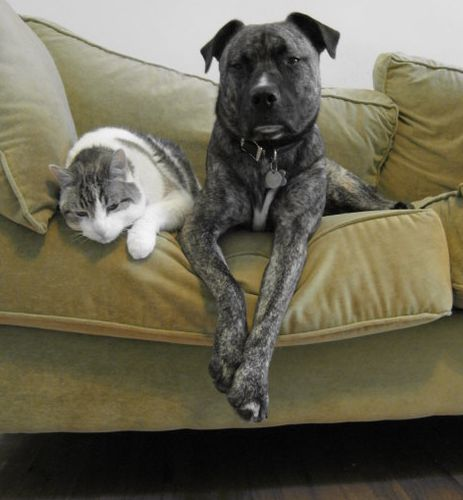
Um gato e um cão, dois dos mais populares animais de estimação.

Um animal de estimação (ou mascote, ou também pet) é um animal doméstico selecionado para o convívio com os seres humanos por questões de companheirismo ou divertimento, o que não significa que essa seja a única função dessas espécies na nossa sociedade.

## Funções sociais

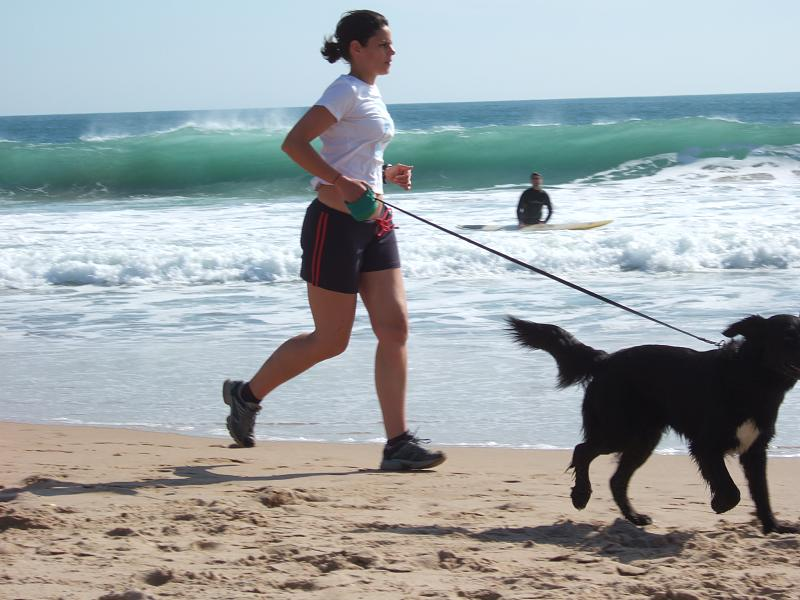
Um mulher fazendo corrida com seu cachorro.

Animais de estimação apresentam diversas funções na sociedade humana, sendo frequentemente citados como formas de se trazer conforto, companhia e aumentar a autoestima das pessoas. A psicologia reconhece que os efeitos benéficos do convívio com animais de estimação são  diversos, tanto para adultos bem como para crianças com destaque à redução do stress, combate à crises de depressão e aumento do senso de responsabilidade.
Estudos envolvendo pessoas que mantém gatos como companhia indicam que existe correlação direta entre a presença desses animais e a melhoria da saúde de seus mantenedores humanos. Observou-se uma redução de 30% no risco de ocorrências de infartos nas pessoas que têm gatos como animais de estimação. O provável motivo é que o convívio com esses pequenos felinos seria capaz de minimizar os níveis de estresse, um dos principais responsáveis pelo surgimento de problemas cardiovasculares.

## Popularidade

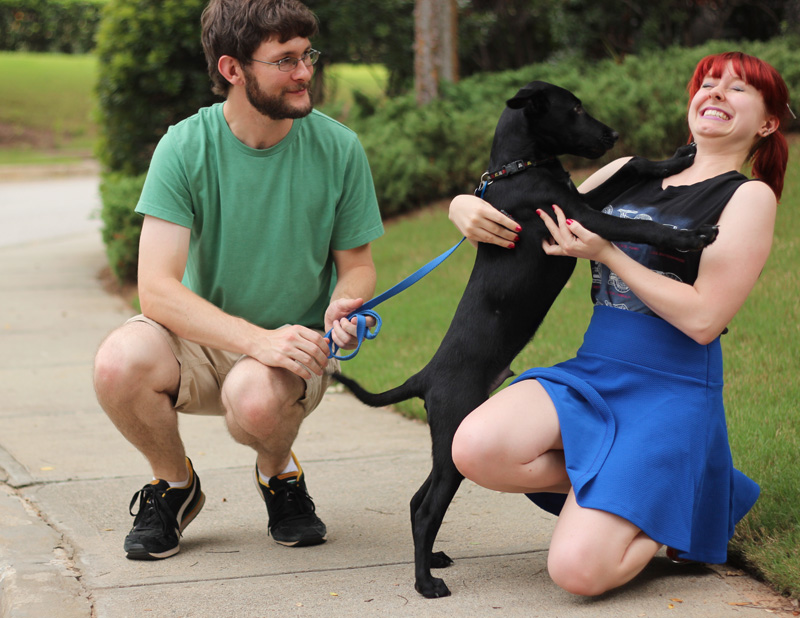
Um casal com seu cachorro de estimação.

Segundo pesquisas realizadas por instituições norte-americanas, os peixes de aquário consistem nos animais de estimação mais populares do mundo. Em segundo colocado está o gato e em terceiro os cães.
Dados censitários apontam que nos EUA existem mais gatos domésticos do que cachorros.
| Animal de estimação | População mundial estimada | População nos EUA | Casas com presença destes animais (EUA) | Número médio de animais por casa ocupada (EUA) |
| ------------------- | -------------------------- | ----------------- | --------------------------------------- | ---------------------------------------------- |
| Gato                | 202 milhões                | 93,6 milhões      | 38,2 milhões                            | 2,45 animais por residência                    |
| Cachorro            | 171 milhões                | 77,5 milhões      | 45,6 milhões                            | 1,70 animais por residência                    |
| Peixe               | Sem Dados                  | 171,7 milhões     | 13,3 milhões                            | 12,86 animais por residência                   |
| Pequenos mamíferos  | Sem Dados                  | 15,9 milhões      | 5,3 milhões                             | 3,00 animais por residência                    |
| Pássaros            | Sem Dados                  | 15,0 milhões      | 6,0 milhões                             | 2,50 animais por residência                    |
| Répteis e Anfíbios  | Sem Dados                  | 13,6 milhões      | 4,7 milhões                             | 2,89 animais por residência                    |
| Cavalos             | Sem Dados                  | 13,3 milhões      | 3,9 milhões                             | 3,41 animais por residência                    |

## Benefícios da convivência com animais
Viver com animais de estimação oferece benefícios significativos para a saúde física e mental, melhorando o bem-estar geral. Fisicamente, os animais de estimação incentivam a prática regular de exercícios, especialmente os cães, o que pode melhorar a saúde cardiovascular e ajudar a manter um peso saudável. Eles também contribuem para a redução da pressão arterial e do estresse, diminuindo o risco de doenças cardíacas. Além disso, a exposição precoce a animais de estimação pode fortalecer o sistema imunológico, reduzindo a probabilidade de alergias e asma. A rotina e a estrutura associadas ao cuidado de um animal de estimação também trazem estabilidade ao cotidiano, o que é particularmente benéfico para pessoas que enfrentam desafios de saúde mental.
Mentalmente, os animais de estimação oferecem companhia que alivia a solidão e fornece apoio emocional, especialmente para aqueles que sofrem de isolamento social. A interação com animais de estimação pode reduzir o estresse e a ansiedade, promovendo a liberação de oxitocina, um hormônio relacionado ao vínculo e ao relaxamento, além de melhorar o humor por meio do aumento dos níveis de serotonina e dopamina. Os animais de estimação também podem ajudar a promover conexões sociais entre as pessoas e contribuir para a estimulação cognitiva e a atenção plena, o que é benéfico para a agilidade mental e a resiliência emocional. Para as crianças, os animais de estimação desempenham um papel crucial no desenvolvimento da empatia, da responsabilidade e das habilidades sociais.

## Diversidade de espécies e suas características únicas
Os animais de estimação representam uma vasta diversidade de espécies, cada uma com características únicas que os tornam companheiros especiais para os seres humanos. Os cães e gatos são os animais de estimação mais comuns, conhecidos por sua lealdade, carinho e capacidade de formar laços profundos com seus donos. No entanto, há uma grande variedade de outras espécies que também são populares como animais de companhia. Pássaros, como periquitos e papagaios, encantam com suas cores vibrantes e habilidades de imitação, enquanto pequenos roedores, como hamsters e porquinhos-da-índia, são apreciados por seu tamanho compacto e comportamento curioso. Peixes ornamentais, com suas cores brilhantes e nado gracioso, criam um ambiente sereno nos aquários, e répteis, como lagartos e tartarugas, atraem os entusiastas de animais exóticos com suas características únicas e baixa manutenção.
Cada espécie de animal de estimação possui necessidades e comportamentos distintos, o que requer cuidados específicos para garantir seu bem-estar. Cães, por exemplo, necessitam de exercício regular, socialização e treinamento, enquanto gatos valorizam a independência, mas ainda assim precisam de estímulos mentais e físicos. Pássaros precisam de espaço para voar e se exercitar, além de interação social para se manterem felizes. Roedores exigem ambientes enriquecidos com brinquedos e atividades para satisfazer sua natureza exploradora. Por outro lado, peixes precisam de um ambiente aquático cuidadosamente mantido, e répteis exigem condições de temperatura e umidade controladas. Compreender as características e necessidades únicas de cada espécie é essencial para proporcionar uma vida saudável e feliz aos animais de estimação.

## Cuidados adequados e responsabilidades
Cuidar adequadamente de animais de estimação é uma responsabilidade significativa que exige dedicação, conhecimento e compromisso por parte dos donos. Cada espécie tem necessidades específicas em termos de alimentação, higiene, saúde e bem-estar emocional, e é essencial que esses requisitos sejam atendidos para garantir uma vida saudável e feliz para o animal. A alimentação deve ser balanceada e adequada à espécie e à fase de vida do pet, enquanto a higiene regular, incluindo banhos, escovação e cuidados dentários, contribui para a saúde geral. Além disso, as visitas regulares ao veterinário são fundamentais para monitorar a saúde do animal, realizar vacinas e prevenir doenças.
Além dos cuidados físicos, é importante considerar o bem-estar emocional e psicológico dos animais de estimação. Eles precisam de atenção, carinho e estímulo mental para se manterem felizes e equilibrados. Isso pode incluir tempo de brincadeira, treinamento e socialização, especialmente para cães, que são animais altamente sociais. Criar um ambiente seguro, confortável e enriquecedor também é crucial, garantindo que o animal tenha espaço adequado, brinquedos para se entreter e oportunidades para exercer comportamentos naturais. Ao assumir a responsabilidade de cuidar de um animal de estimação, é fundamental estar consciente dessas exigências e comprometer-se a oferecer o melhor cuidado possível durante toda a vida do pet.